# Schönberg (Holstein)
Schönberg (Holstein) ist ein Ostseebad und eine Gemeinde in der historischen Region Probstei im Kreis Plön in Schleswig-Holstein. Die bis dahin amtsfreie Gemeinde trat zum 1. Januar 2008 dem Amt Probstei bei, das seinen Sitz bereits in Schönberg hatte.
Im Kreis Plön ist Schönberg bevölkerungsmäßig die sechstgrößte Gemeinde.

## Geographie

### Geographische Lage
Das Gemeindegebiet von Schönberg erstreckt sich südöstlich der Kieler Bucht im Bereich des Naturraums Ostholsteinisches Hügel- und Seenland (Haupteinheit Nr. 702), eines Teilgebietes des Schleswig-Holsteinischen Hügellandes, am Küstenstreifen der offenen Ostsee. Der weiße, feinkörnige Sandstrand am Ostseebad Schönberg zieht sich rund 5 km an den einzelnen Strandabschnitten entlang.

### Gemeindegliederung
Innerhalb des Gemeindegebietes von Schönberg bestehen siedlungsgeographisch mehrere Ortschaften (amtlich auch als Wohnplätze bezeichnet). Neben dem für die Gemeinde namensgebenden Hauptort, dessen Ortsrand etwa 2,4 Kilometer von der Brandungszone der Ostsee entfernt liegt, zählen die Ortsteile Neuschönberg, Schönberger Strand, Kalifornien und Holm zur Gemeinde. Das häufig ebenfalls als Ortsteil Brasilien bezeichnete Flurstück östlich von Kalifornien ist hingegen amtlich keine Ortschaft.
Die Namen der beiden Seebäder Kalifornien und Brasilien gehen auf ein Seemannsgarn zurück, das besagt, dass einst ein Strandfischer an seinem Strandabschnitt eine Schiffsplanke mit dem Namen California fand. Die Planke brachte er an seiner Strandkate über seiner Haustür an. Ein anderer Fischer, der weiter östlich am Strand wohnte, wollte dem nicht nachstehen und nagelte daraufhin ein Holz mit der Aufschrift Brasilien an seine Haustür. Diese Namen blieben erhalten. Immer wieder werden die Namen dieser beiden Strandabschnitte im Fernsehen bei passenden Anlässen herangezogen, so beispielsweise im ARD-Morgenmagazin zur Fußballweltmeisterschaft im Jahr 2014 in Brasilien oder in einem Sketch im Satiremagazin extra 3 des NDR im Jahr 2023.

### Nachbargemeinden
Im Norden und im Nordosten des Hauptortes grenzt die Gemeinde an die Ostsee. Die direkt umliegende Gemeindegebiete von Schönberg sind:
| Wisch      |                                             |            |
| Krokau     | Kompassrose, die auf Nachbargemeinden zeigt | Stakendorf |
| Fiefbergen | Höhndorf                                    | Krummbek   |

### Klima
Wie für ein Ostseebad typisch, herrscht ebenfalls in Schönberg Seeklima mit milden Wintern und angenehmen Sommertagen. Windstärken von 1 bis 5 auf der Beaufortskala in der westlichen Ostsee sind gemäß den Windsternen im Juli überwiegend anzutreffen, hingegen aufgrund dieser zahlreichen ablandigen Windlagen aus Nordwest bis Südwest an den Strandabschnitten weniger spürbar als an der Westküste von Schleswig Holstein.
Die Luft am Deich, am Strand, an den Salzwiesen und in den Wäldern enthält wertvolle Aerosole, darunter Natriumchlorid und Jod. Zusätzlich sorgt der niedrige Allergengehalt für eine reine Luft. Diese speziellen Eigenschaften und die klimatischen Wechselwirkungen sind lindernd bei Atemwegserkrankungen.
|                       | Jan | Feb | Mär | Apr  | Mai  | Jun  | Jul  | Aug  | Sep  | Okt  | Nov | Dez |   |      |
| Mittl. Tagesmax. (°C) | 3,5 | 4,1 | 6,9 | 12,4 | 15,6 | 18,9 | 21,3 | 20,9 | 17,8 | 12,9 | 8,0 | 4,9 | ⌀ | 12,3 |
| Mittl. Tagesmin. (°C) | 0,0 | 0,0 | 1,4 | 4,7  | 8,8  | 12,1 | 14,7 | 14,7 | 12,2 | 8,5  | 4,5 | 1,6 | ⌀ | 7    |
|                       |     |     |     |      |      |      |      |      |      |      |     |     |   |      |
| Niederschlag (mm)     | 82  | 63  | 60  | 45   | 58   | 73   | 76   | 80   | 77   | 82   | 81  | 87  | Σ | 864  |
|                       |     |     |     |      |      |      |      |      |      |      |     |     |   |      |
| Sonnenstunden (h/d)   | 2,5 | 3,6 | 5,3 | 8,6  | 10,1 | 10,6 | 10,8 | 10,0 | 7,5  | 5,2  | 3,2 | 2,4 | ⌀ | 6,7  |
|                       |     |     |     |      |      |      |      |      |      |      |     |     |   |      |
| Regentage (d)         | 11  | 9   | 9   | 7    | 8    | 8    | 9    | 10   | 9    | 10   | 11  | 11  | Σ | 112  |
|                       |     |     |     |      |      |      |      |      |      |      |     |     |   |      |
| Luftfeuchtigkeit (%)  | 85  | 83  | 80  | 76   | 73   | 72   | 73   | 75   | 77   | 81   | 86  | 86  | ⌀ | 78,9 |

| 0,0 |

| 0,0 |

| 1,4 |

| 4,7 |

| 8,8 |

| 12,1 |

| 14,7 |

| 14,7 |

| 12,2 |

| 8,5 |

| 4,5 |

| 1,6 |

| 0,0 |

| 0,0 |

| 1,4 |

| 4,7 |

| 8,8 |

| 12,1 |

| 14,7 |

| 14,7 |

| 12,2 |

| 8,5 |

| 4,5 |

| 1,6 |

## Geschichte

### Jahre von 1226 bis 1872

Schönberg
um 1895

Im Jahre 1226 schenkte der Holsteiner Landesherr Graf Adolf IV. den nördlichen Teil des heutigen Kreises Plön dem Benediktinerinnenkloster in Preetz. Dieses Gebiet wurde seither Probstei genannt, da es unter der Administration des Klosterpropstes stand. Zwischen 1245 und 1250 gründete der Klostervorsteher des Klosters Preetz, Probst Friedrich, den Ort Sconeberg, was „schöner Berg“ bedeutet. Die erste bekannte urkundliche Erwähnung stammt aus dem Jahr 1259. Zuvor gab es dort wahrscheinlich eine slawische Siedlung. Der Großteil der Dorfbewohner war in der Landwirtschaft tätig. Charakteristisch für die Probsteier Bauern war allerdings, dass diese persönlich frei und nicht leibeigen waren; sie mussten lediglich Abgaben an das Kloster leisten.
Zum Schutze des Ortes wurde dieser mit einem Reisigzaun nach außen hin gesichert; es gab zwei Eingänge: Im Süden das „Höhndorfer Tor“ in Richtung Preetz und im Osten das „Stakendorfer Tor“ in Richtung Feldmark.
Der erste sakrale Bau des Ortes war eine Sankt-Georgs-Kapelle (erbaut 1220), westlich von Fernwisch gelegen. Die Kapelle wurde jedoch bei einem Sturmhochwasser zerstört. Der Taufstein der Kapelle befindet sich heute im Turmraum der evangelischen Kirche.
Im Jahre 1600 lag die Einwohnerzahl bei 350 bis 400.
Am 10. Februar 1625 traf ein schweres Sturmhochwasser der Ostsee die Probstei. Dies war verheerend für die Bevölkerung, da es noch keine Deiche am Strand gab.
In der Nacht vom 2. zum 3. August 1779 brannte ein Großteil des Dorfes nieder, ebenso die lutherische Kirche (wahrscheinlich eine Holzkirche). Der Wiederaufbau konnte dank großzügiger Spenden der Barsbeker Bauern relativ rasch vonstattengehen, sodass die noch heute stehende barocke Kirche am 22. September 1782 eingeweiht werden konnte. Leitender Architekt war der Landbaumeister im Kielschen Lande, Johann Adam Richter, ein Schüler Ernst Georg Sonnins. Die Kirche Schönberg gilt als sein Gesellen-, die Kirche in Kappeln als sein Meisterstück. Auffallend ist die Ähnlichkeit der beiden Kirchen, unter anderem an deren Fassaden zu erkennen.

### Jahre zwischen 1872 und 1945
Das katastrophale Ostseesturmhochwasser 1872 richtete auch in Schönberg erhebliche Schäden an, sodass von 1880 bis 1882 schließlich ein fester niedriger Deich errichtet wurde.
Als 1897 die Bahnlinie nach Kiel, das sich zu dieser Zeit rasant zur Großstadt entwickelte, eröffnet wurde, begann sich Schönberg und der Schönberger Strand zu einem Seebad zu entwickeln. Zuvor gab es keine durchgehende Straße von Kiel nach Schönberg. Bereits 1910 kamen an Sommertagen etwa 7.000 Touristen in den nun gut 1.500 Einwohner zählenden Ort. Auch eine Seebrücke wurde 1912 errichtet, aber nach 1914 wieder vom Militär abgerissen, da man im Ersten Weltkrieg die Landung feindlicher Soldaten fürchtete.
Schönberg (Holst) war Bahnstation der Kiel-Schönberger Eisenbahn. 1914 wurde die Bahnlinie bis zum Bahnhof Schönberger Strand verlängert.
Die mächtig aufstrebende Werft- und Rüstungsindustrie am Ostufer in Kiel benötigte zeitlich jeweils weit vor, als ebenfalls in beiden Weltkriegen eine sehr große Anzahl von Beschäftigten, die mit der erwähnten Eisenbahn zu ihren Arbeitsplätzen fuhren. Die Einwohnerzahl in Schönberg stieg entsprechend stark an. 1939 lag die Bevölkerungszahl schon bei rund 1.800. Verstärkt wurde dieser Trend zusätzlich, als eine neue Siedlung im Zweiten Weltkrieg am westlichen Rand von Schönberg, im Volksmund Tobruk genannt, für die Familien der Werftarbeiter aus standardisierten Finnenhäusern angelegt wurde. Diese ein- und zweigeschossigen, vorgefertigten Häuser wurden ab 1942 durch Finnland geliefert. Außerdem kamen auch in Schönberg zahlreiche Vertriebene aus den ehemaligen deutschen Ostgebieten hier anfangs unter.

### Jahre zwischen 1945 und 2001
1946 lag die Bevölkerungszahl in Schönberg bei circa 5.200. Durch die einsetzende Abwanderung der früheren Rüstungsarbeiter und vieler Flüchtlinge sank die Einwohnerzahl bis Anfang der 1960er-Jahre dann auf etwa 3.800, um im Anschluss auf die heutige Zahl stetig wieder anzuwachsen.
Nach dem Zweiten Weltkrieg entwickelte sich Schönberg mit seinen weißen Sandstränden wieder kontinuierlich zum aufstrebenden Ostseebad, da in den Sommermonaten viele Großstädter der Tristesse der städtischen Trümmerwüsten entfliehen wollten. In den Sommermonaten kamen mit jedem Zug oft Hunderte von Badehungrigen – zum Teil auf den Zugdächern fahrend – zum Schönberger Strand, bis diese Entwicklung durch die Anreise mit dem eigenen Auto abgelöst und der Zugverkehr 1975 eingestellt wurde.

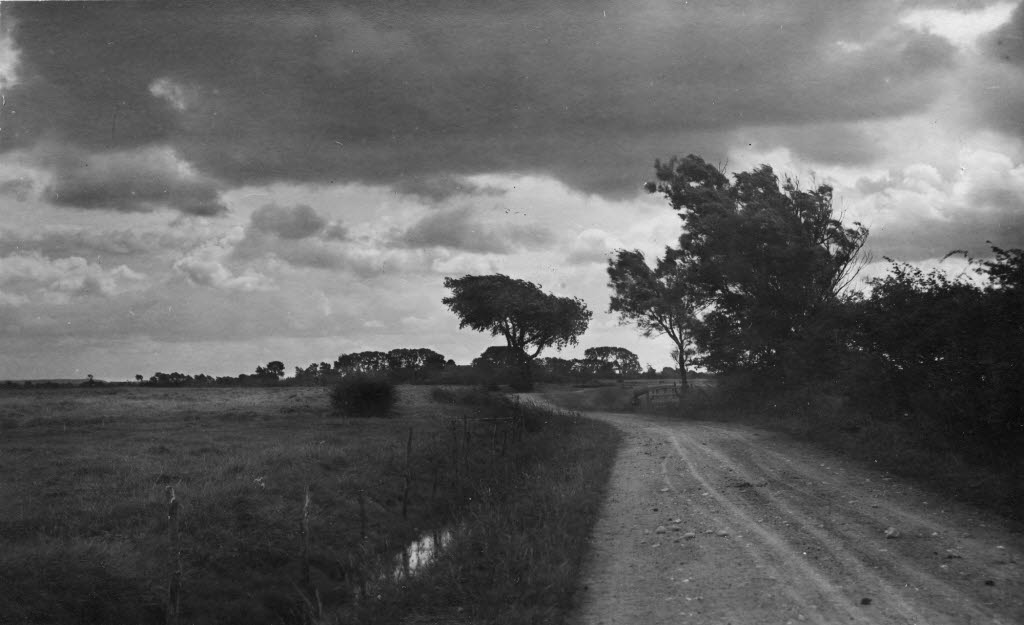
Schönberg
Salzwiesen
um 1920

Erst der neue, hohe Deichbau in den 1970er-Jahren sicherte die weitere touristische Entwicklung des Ostseebades Schönberg ab. Zuvor war es immer wieder bei sehr starken Orkanen aus östlichen Richtungen zu Überschwemmungen über den niedrigen alten Deich bis hinter die Strände der Gemeinde gekommen. Die Salzwiesen in der ganzen Gemeinde bis vor den Hauptort zeugen davon. Als Ausgleich für den Deichbau an den Schönberger Strandabschnitten wurde auf einer Länge von etwa 800 Meter eine niedrig gelegene Fläche bei Schmoel nicht hoch eingedeicht. Die dortigen Salzwiesen sind jetzt nur noch von Wind und Wetter abhängig – sowie dem Einfluss der Ostsee ausgesetzt – und damit völlig der Natur überlassen. Diese Strandseelandschaft ist ein Naturschutzgebiet mit vielen seltenen Pflanzen und Vögeln und darf nicht betreten werden. Das Gebiet ist per Fahrrad oder zu Fuß gut zu erreichen, wenn man sich auf dem Deich Richtung Stakendorf und Hohwachter Bucht bewegt. Das Gebiet muss umrundet werden. Auf Tafeln am Rande des Rundweges werden die Vogelarten und Pflanzen beschrieben.

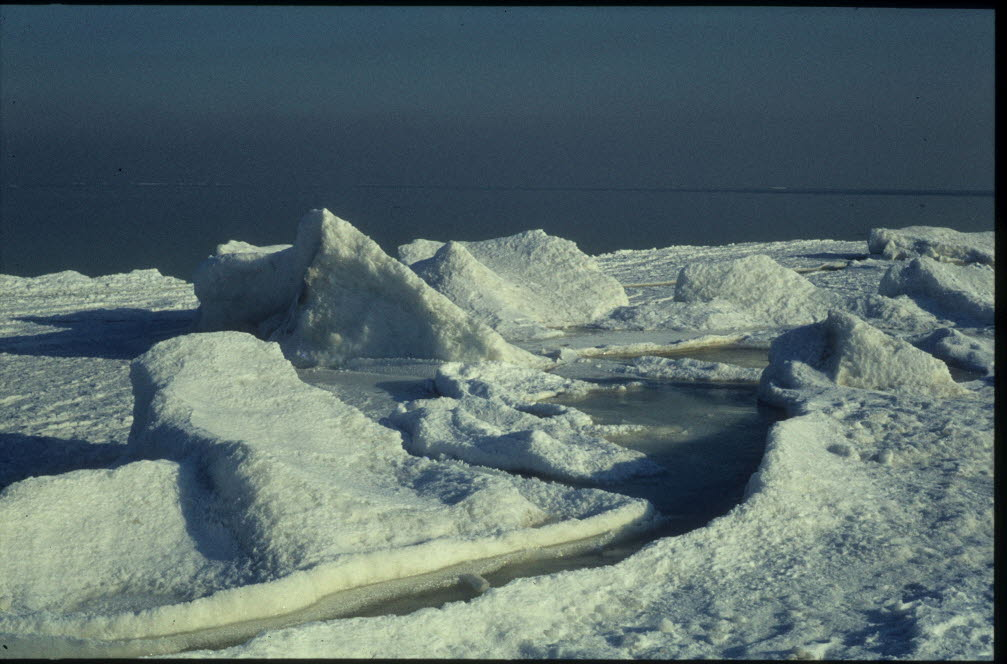
Schönberger Strand
Eiswinter 1978/1979
Eisstöße am Strand

Die Schneekatastrophe in weiten Teilen des west- und südlichen Ostseeraums zum Jahreswechsel 1978/1979 wütete ebenfalls in allen Ortschaften der Gemeinde Schönberg. Durch den orkanartigen Sturm aus östlichen Richtungen mit sehr tiefen Temperaturen schoben sich die Eisschollen an allen Schönberger Strandabschnitten übereinander und türmten sich vor dem neuen Deich hoch zu Eisstößen auf, Strom- und Telefonverbindungen wurden unterbrochen und die extrem hohen Schneeverwehungen auf den Straßen schnitten viele Bauernhöfe und Ortschaften in der Gemeinde Schönberg für Tage vom Straßenverkehr ab. Kranke, Verletzte und Schwangere waren in diesem Zeitraum sehr stark gefährdet, ebenso die Fütterung und das Melken der Tiere auf den Bauernhöfen. Eine Versorgung durch Hubschrauber musste zeitweise auch in der Gemeinde Schönberg erfolgen.
Im Jahr 2001 wurde eine neue Seebrücke mit zwei Schiffsanlegern wieder am Seebad Schönberger Strand eingeweiht. Jährlich findet hier das Seebrückenfest mit Musikveranstaltungen und Feuerwerk statt.

### Jahre nach 2001
Auch in Schönberg beging man in den vorherigen Jahrzehnten bei der Ortsentwicklung den sogenannten Donut-Effekt: Hierbei erfolgt eine Verlagerung ausgedehnter Einfamilienhausgebiete einschließlich folgenden Handels- und Einkaufszentren weg vom alten Ortskern und „damit einhergehend [eine] Verödung der Zentren – [dies] ruiniert Gemeinden“. Es war nach 2001 also nicht verwunderlich, dass in der Gemeinde Schönberg die Übernachtungen in diesem Ostseebad zwischen 2005 und 2015 rückläufig waren. In diesem Zeitraum stiegen die Übernachtungen hingegen im ganzen Bundesland Schleswig-Holstein sowie in anderen Ostseebädern an der westlichen Ostsee aufgrund von Investitionen in die Infrastruktur und von privaten Investoren zum Teil stark an, von den Ostseebädern in Mecklenburg und Vorpommern ganz zu schweigen. Daraufhin beauftragte die Gemeinde ein Planungsbüro mit der Erstellung eines Ortsentwicklungs- und Tourismuskonzeptes. Es wurden darin erhebliche Mängel und Defizite in Schönberg und an den Strandabschnitten hinsichtlich Ortsbild, Ortsidentität, in allen Bereichen der Infrastruktur, im Bereich der Natur und Umwelt, beim Verkehrskonzept, beim Energie- und Wärmekonzept, in der Demografie, bei den Tourismusangeboten sowie im Wohnumfeld identifiziert, aber ebenfalls vielfältige Chancen herausgearbeitet. Die Bevölkerung der Gemeinde wurde durch Befragungen bei der Ausarbeitung dieses Konzeptes Schönberg 2030 direkt einbezogen. Durch private und öffentliche Investitionen sollen die gravierenden und klar benannten Mängel in den kommenden Jahren nach und nach beseitigt und die Chancen durch neue Wirtschafts-, Kultur-, Wohn- und Tourismusangebote wahrgenommen und die Infrastruktur verbessert werden. In diesem Zusammenhang steht die Zusage vom Bund und dem Land Schleswig-Holstein, dass Schönberg für die nächsten 15 Jahre in das Städtebauförderprogramm aufgenommen wird und Gelder aus dem Fördertopf „Aktive Stadt und Ortsteilzentren“ erhält.
2009 feierte der Ort Schönberg seinen 750. Geburtstag.
Seit 2011 steht in der Nähe des Tourist-Service in Kalifornien ein kleiner Holzpavillon, in dem die möglichen zukünftigen Folgen des Klimawandels an der Ostseeküste durch das Klimabündnis Kieler Bucht thematisiert werden. Das aktuelle Küstenmodell wurde dazu unter anderem in aufwändiger Handarbeit zusammen mit den Modellbauern der Firma Miniatur Wunderland Hamburg GmbH erschaffen. Direkt hinter dem Deich an der Promenade am Schönberger Strand stellte die Gemeinde vor Jahren ebenfalls kleine Holzpavillons auf, in denen anhand von Schautafeln Informationen zur Entstehung und zum Aufbau des neuen Deichs und der Ausgleichsflächen erläutert werden.
Aufgrund der angespannten Wohnraumsituation im Ort Schönberg hat die Gemeinde im Jahr 2022 im Südwesten des Ortes ein Neubaugebiet ausgewiesen; die dortigen neuen Straßen werden nach bekannten Frauen benannt. Es sollen hier in den nächsten Jahren zahlreiche neue Einfamilien-, Reihen- und Mehrfamilienhäuser entstehen. Daneben sind ein Spielplatz, Grünflächen, ein Kindergarten, ein Seniorenheim, neue Wohnstraßen, ein Lärmschutzwall und ein kurzer Fuß- und Radweg zum bald reaktivierten Bahnhof Schönberg (Holst) geplant.
Das Ostseesturmhochwasser in der Nacht vom 20. auf den 21. Oktober 2023 war das schwerste seiner Art seit 1872. Die Deiche hielten, aber die hohen heftigen Wellen schwemmten an allen Schönberger Stränden die Dünen und den feinen Sand weg. Umfangreiche Sandaufspülungen werden unter anderem für die Wiederherstellung notwendig. Zusätzlich beschädigten die Wellen die Grasnarbe des Deiches und hoben von unten die Bohlen der Seebrücke an. Es kam zu erheblichen materiellen Schäden.

## Politik

### Gemeindevertretung
Die Wahl 2023 ergab folgendes Ergebnis:
- SPD: 5
- Grüne: 5
- FDP: 1
- EIS: 5
- CDU: 8

Anmerkungen zur Gemeindewahl 2023 in Schönberg:
- EIS steht für Einwohnerinitiative Schönberg e. V.
- Die Grünen zogen neu in die Gemeindevertretung ein.
- Die FDP zog neu in die Gemeindevertretung ein.

### Bürgermeister
Am 12. März 2017 wurde Peter A. Kokocinski (SPD) knapp mit nur vier Stimmen Vorsprung durch die wahlberechtigten Bürgerinnen und Bürger der Gemeinde Schönberg zum Bürgermeister gewählt. Zuvor legte Dirk Osbahr (parteilos) sein Amt im Spätsommer 2016 nieder. In der Zwischenzeit führte die stellvertretende Bürgermeisterin Antje Klein (SPD) die Amtsgeschäfte. Bei der Bürgermeisterwahl im Jahr 2022 konnte Kokocinski sein Amt mit 54,5 Prozent der Stimmen verteidigen.
Liste der Bürgermeister nach dem Zweiten Weltkrieg:
- Walter Hartung (1950–1962)
- Hermann Rusch (1963–1975)
- Hans-Joachim Schröder (1975–1987)
- Wilfried Zurstraßen (1987–2013)
- Dirk Osbahr (2013–2016)
- Antje Klein (kommissarische Amtsführung 2016–2017)
- Peter A. Kokocinski (seit 2017)

### Wappen
Blasonierung: „Von Blau und Silber im Wellenschnitt geteilt. Oben ein frontal gestellter silberner Ochsenkopf zwischen zwei goldenen Ähren, unten eine wachsende rote Kirchturmspitze mit kugelförmigem Knauf, in ihrem oberen Teil überdeckt mit einem roten Barsch.“

### Partnerschaften
- Älvdalen (Schweden), Partnergemeinde seit 1975
- Haljala (Estland), Partnergemeinde seit 2. April 1992
- Eldridge (USA), Partnergemeinde seit Juni 2000

Nach Eldridge sowie nach Davenport, der direkt angrenzenden Großstadt, beide im landwirtschaftlich geprägten US-Bundesstaat Iowa gelegen, wanderten vor und nach dem Ersten Weltkrieg zahlreiche Einwohner Schönbergs sowie der Probstei aus. Noch heute gibt es viele verwandtschaftliche Verbindungen in diese Region.
Ferner besteht seit 1953 eine Patenschaft über die Gemeinde Trappen (Ostpreußen, heute Nemanskoje in der russischen Exklave Oblast Kaliningrad).

## Kirchen und Religionsgemeinschaften

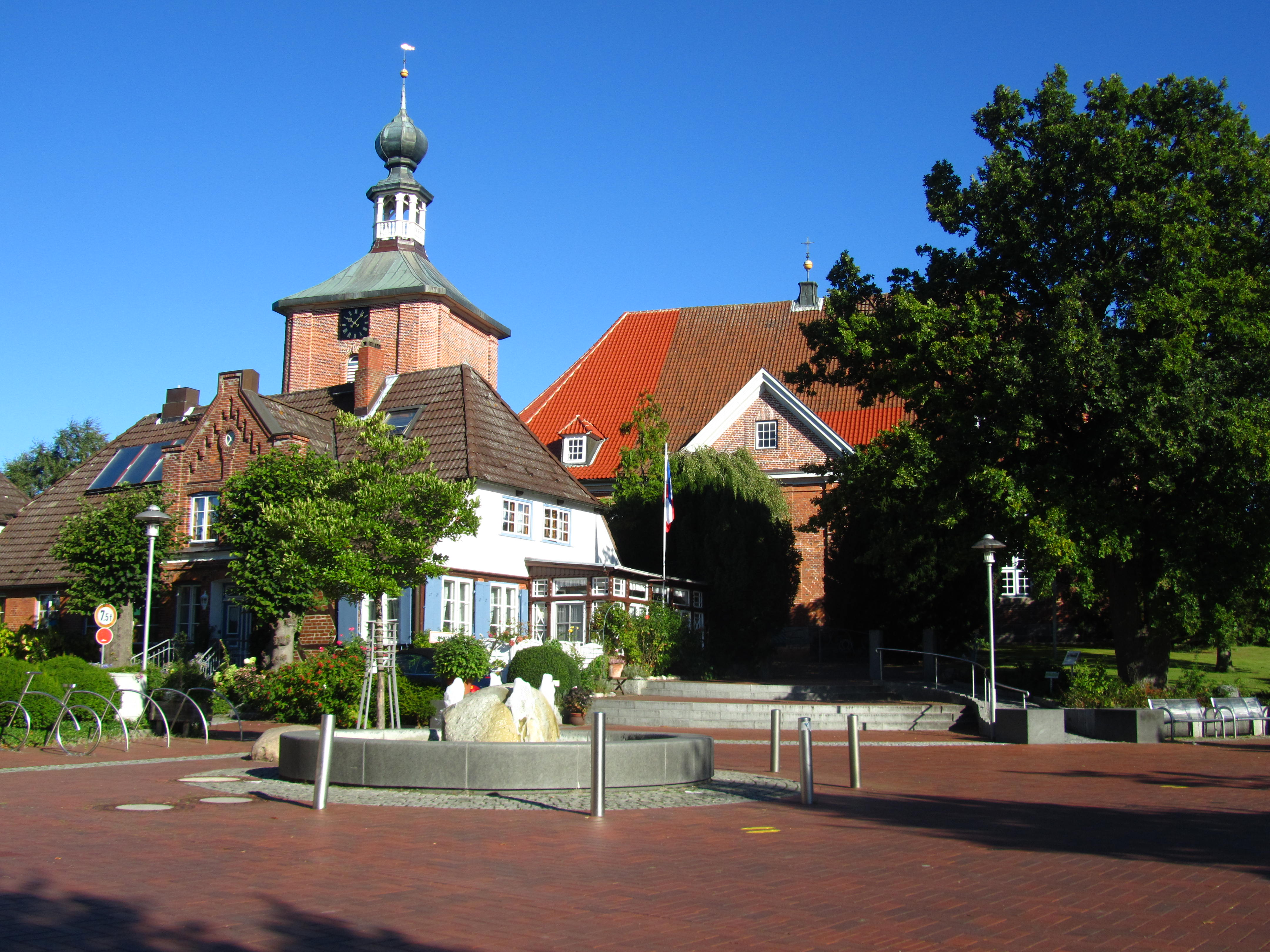
Marktplatz mit der
Kirche Schönberg
aus dem 18. Jahrhundert

Das älteste sakrale Gebäude der Probstei war eine St. Georgs-Kapelle bei Fernwisch im 13. Jahrhundert, die bei einem Hochwasser zerstört wurde.
In Schönberg gibt es heute eine evangelisch-lutherische Kirchengemeinde mit etwa 5.000 Gemeindegliedern und einer Kirche aus dem 18. Jahrhundert mit einer Pfarrstelle.
Die Kirche Schönberg mit rund 1.000 Sitzplätzen liegt direkt am Marktplatz der Gemeinde und ist als höchstes Gebäude schon von weitem als Wahrzeichen der Gemeinde zu sehen, da sie auf dem Hügel Sconeberg steht. Sie ist umgeben von Häusern im traditionellen Ortsbild der Probstei. Diese spätbarocke Kirche Schönberg wurde von 1780 bis 1782 nach Plänen von Johann Adam Richter erbaut. Gegenwärtig soll der Kirchturm im Inneren saniert werden, die entsprechende Finanzierung ist gesichert.
Die 1956 eingeweihte katholische Kirche St. Ansgar, welche zur Pfarrei Franz von Assisi, Kiel im Erzbistum Hamburg gehörte, wurde im Zuge der Immobilienreform in der Pfarrei im Februar 2022 profaniert. Das Kirchengebäude steht unter Denkmalschutz.
Ferner gibt es eine neuapostolische Kirche und die freikirchliche Christliche Gemeinde Schönberg, welche ihren Standort nach Barsbek verlegt hat. Die evangelische und die katholische Gemeinde pflegen ökumenische Beziehungen.

## Kulturdenkmale

### Museen und Kulturveranstaltungen
Sehenswert in der Gemeinde ist die Museumsbahn, die in den Sommermonaten die Bahnhöfe Schönberg und Schönberger Strand mit der nahe gelegenen Landeshauptstadt verbindet. Daneben zählen das Probstei Museum, die Seebrücke und das Kindheitsmuseum Schönberg sowie die 1782 erbaute Backsteinkirche zu den stark frequentierten besuchten Stätten. Und der örtliche Kulturverein veranstaltet eine Vielzahl von Musik- und Bühnenveranstaltungen, Lesungen sowie Ausstellungen.

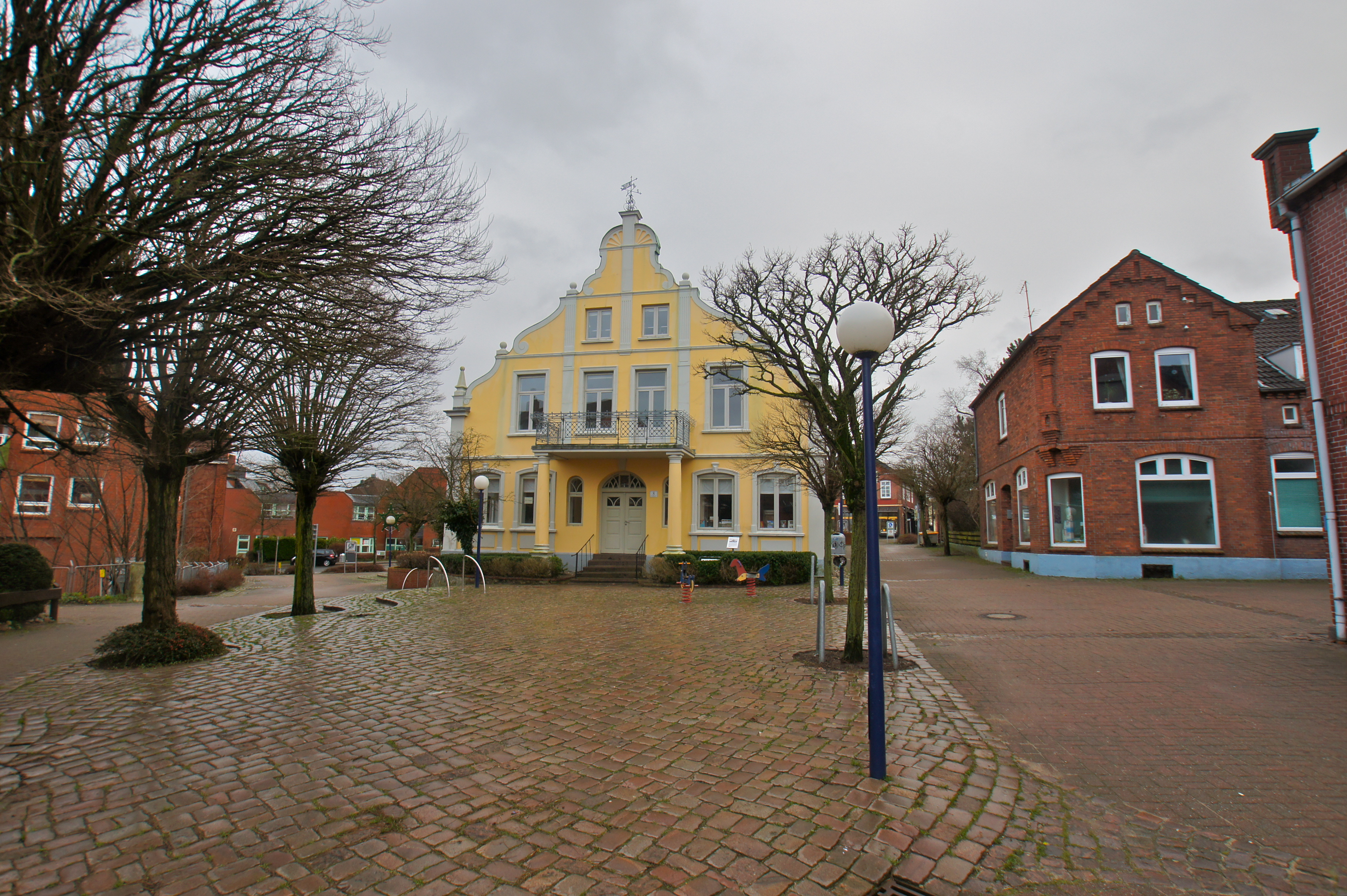
Die alte Apotheke jetzt Bücherei
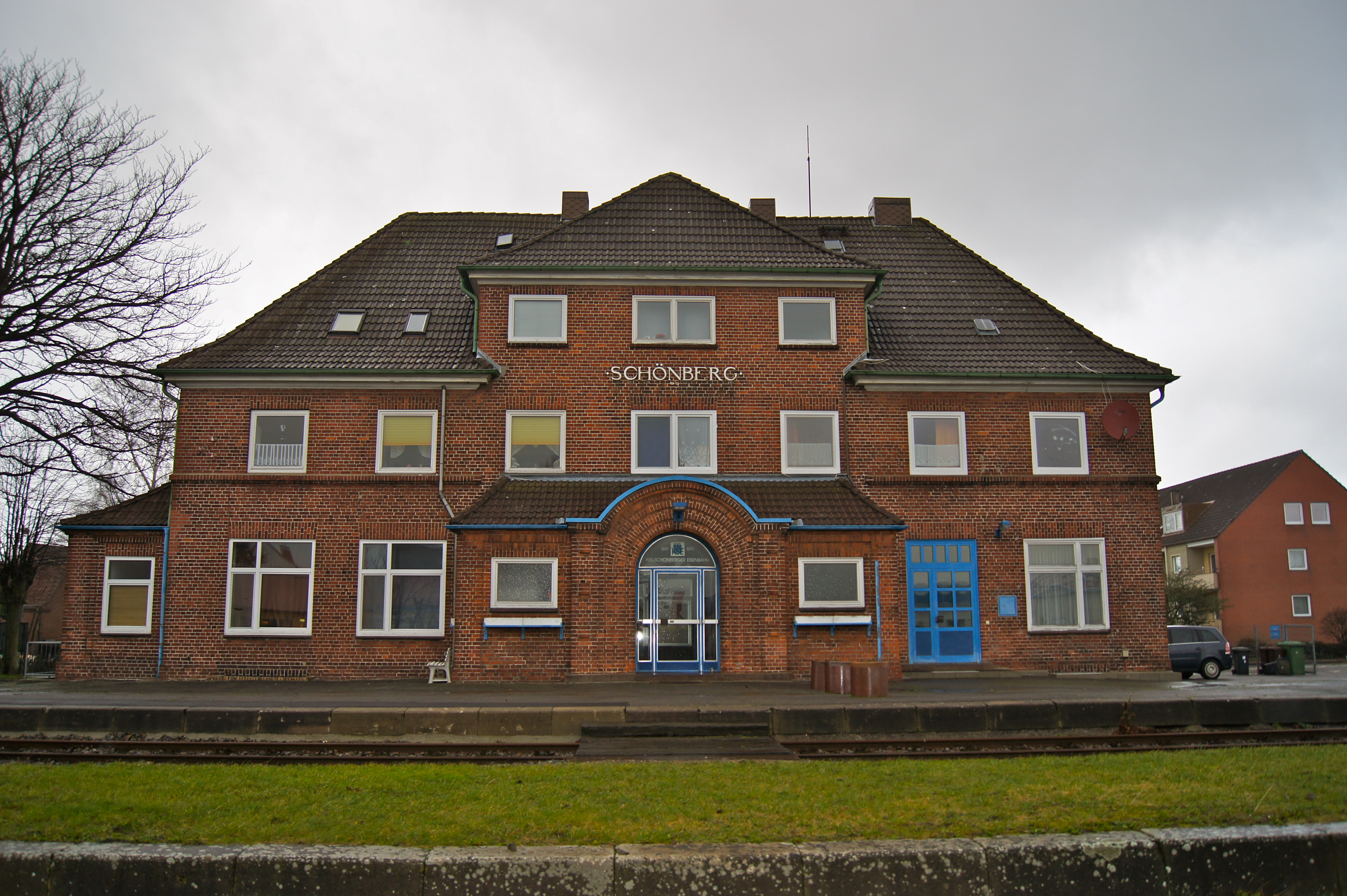
Bahnhof Schönberg (Holst)
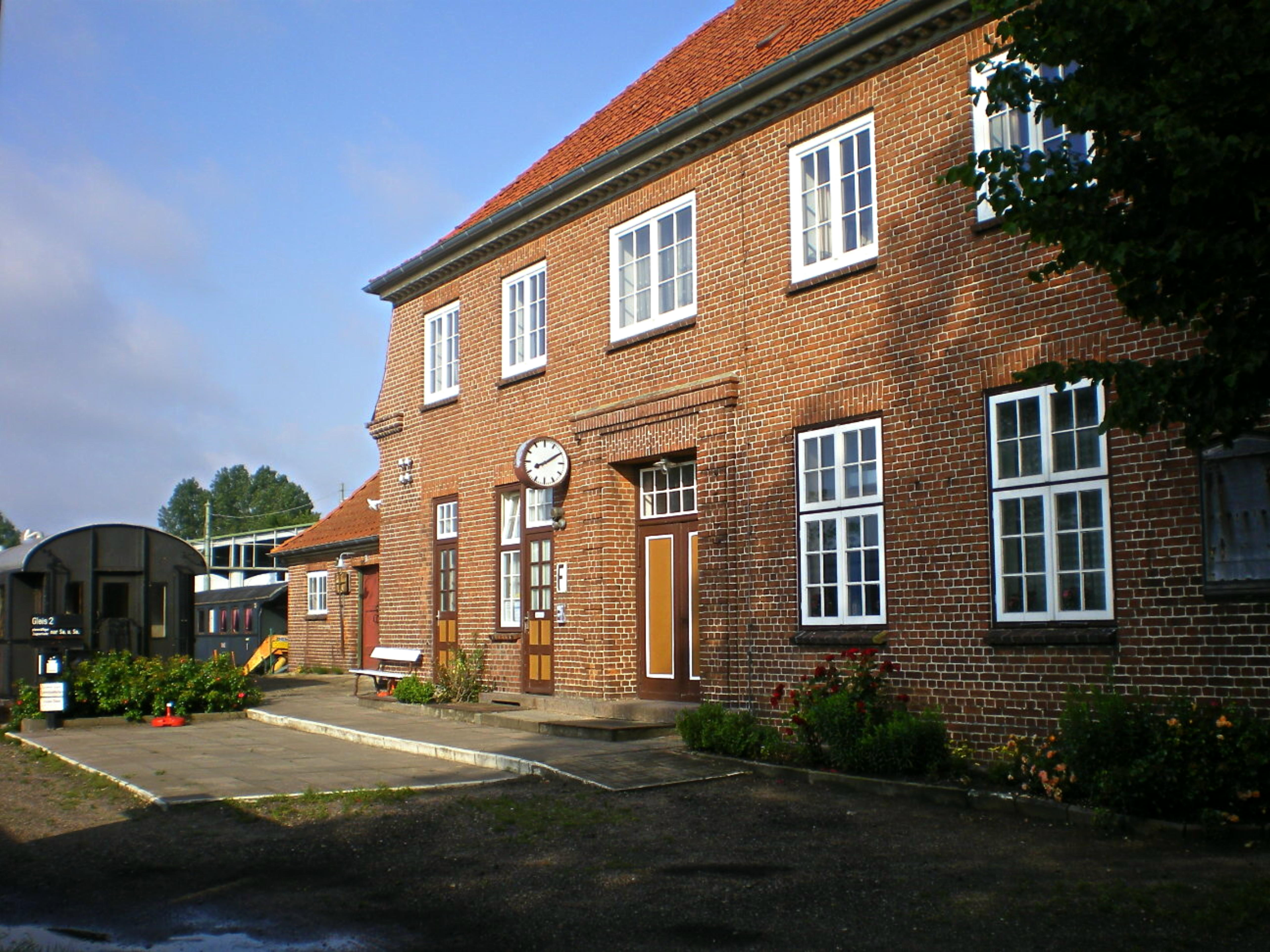
Bahnhof Schönberger Strand
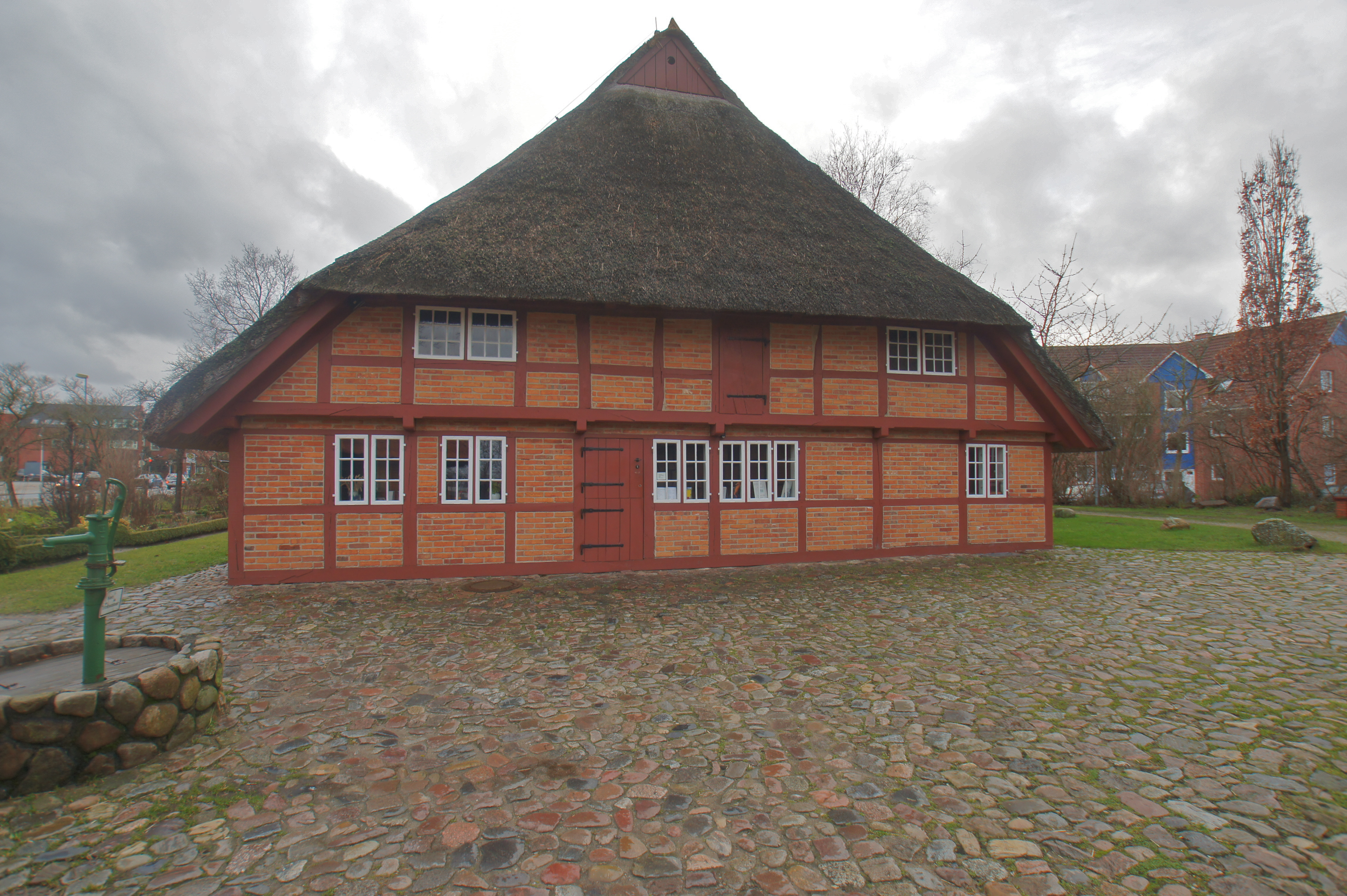
Probsteimuseum
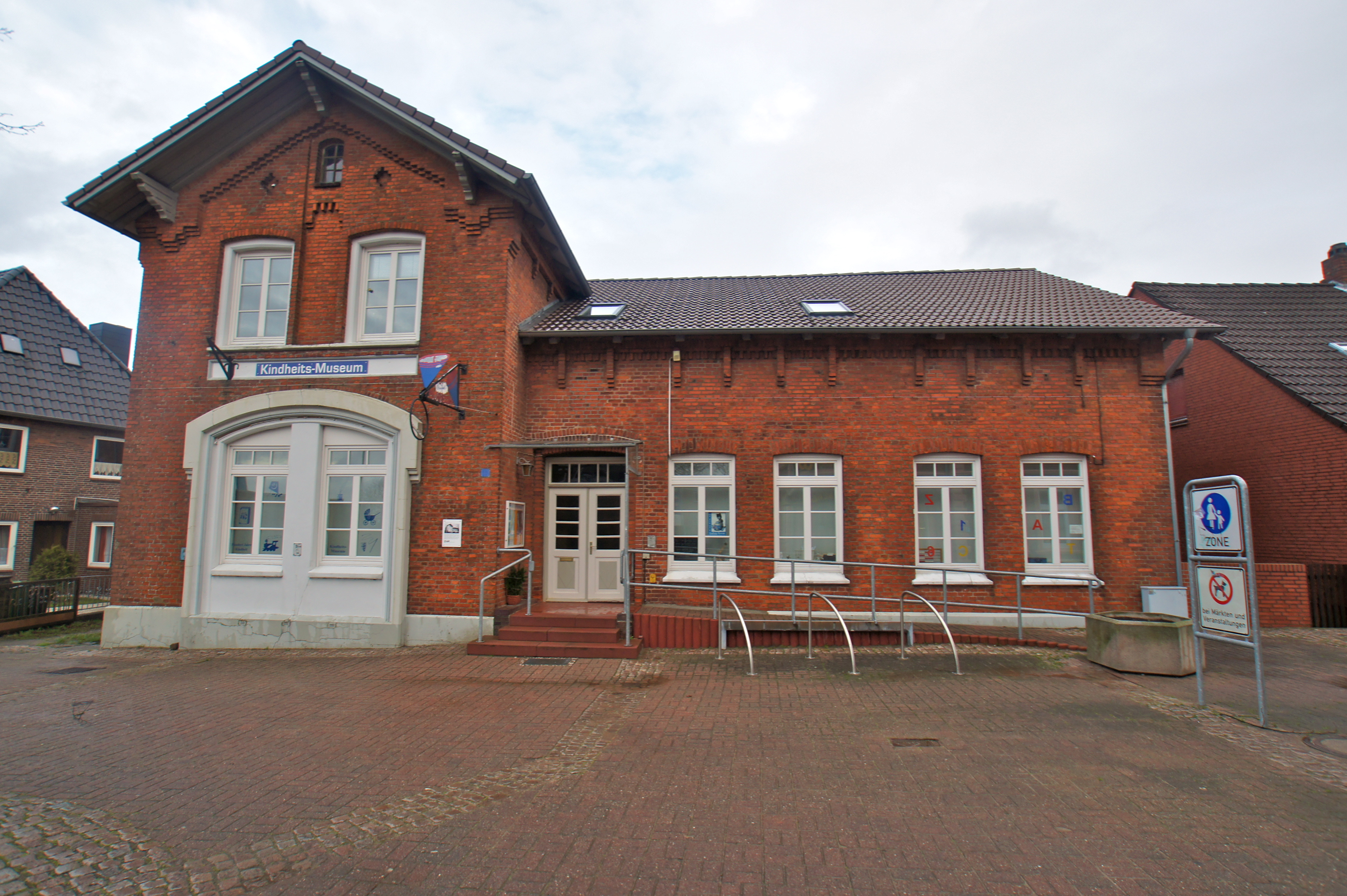
Kindheitsmuseum

### Windmühle

Windmühle
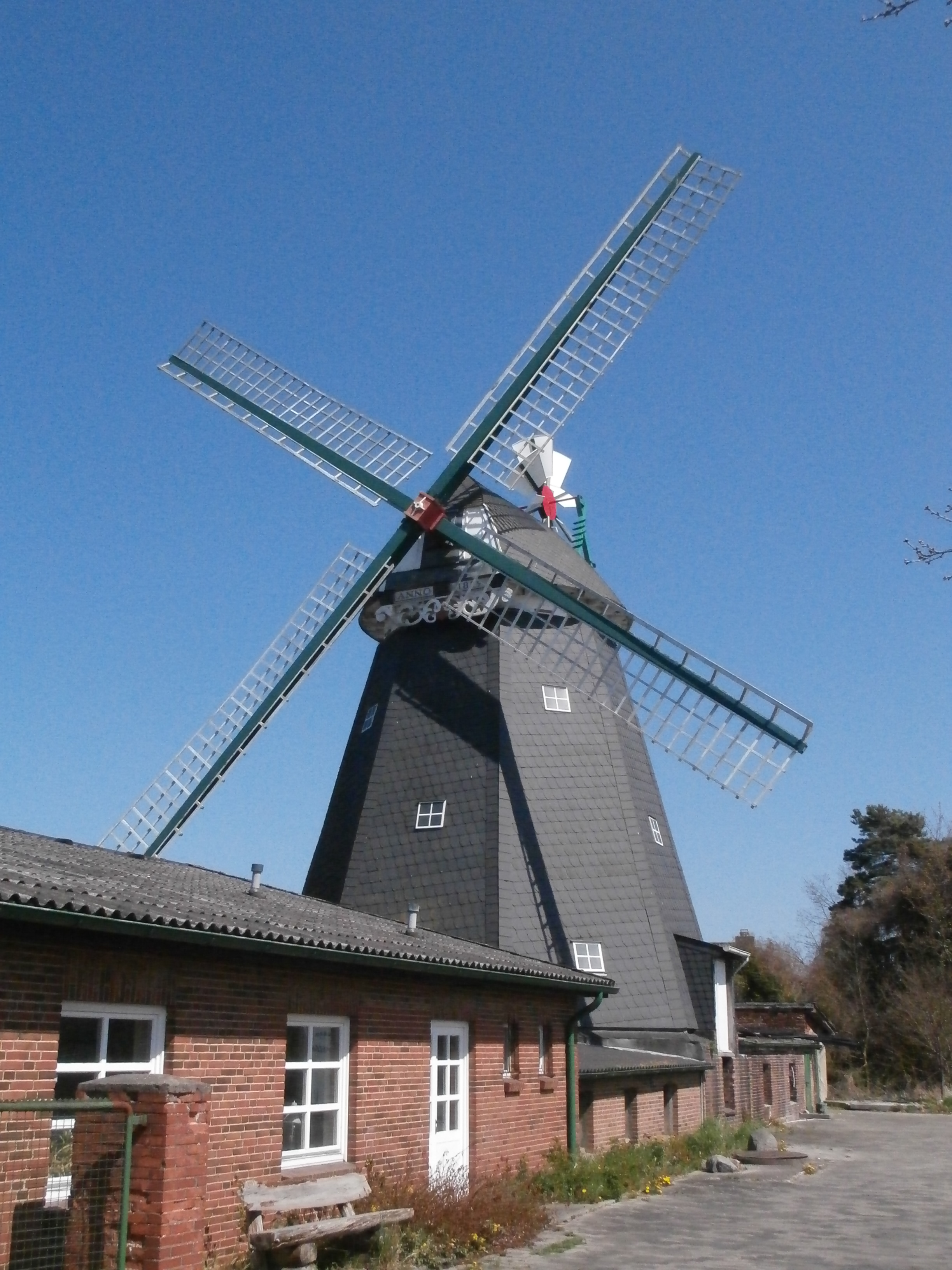
Schönberg erbaut 1829

- Schönberg
erbaut 1829

Die älteste noch erhaltene Windmühle im Kreis Plön steht in Schönberg. Sie wurde 1829 errichtet, wird in wenigen Jahren 200 Jahre alt und ist eines der Wahrzeichen des Ortes. Sie ist im Privatbesitz, steht unter Denkmalschutz und ist außer Betrieb, da sanierungsbedürftig. Die Mühle kann deshalb zurzeit nur von außen besichtigt werden. Der Eigentümer der Mühle, Donatoren, der Schönberger Verein zur Erhaltung Probsteier Windmühlen e. V. und die Gemeinde Schönberg sind in Gesprächen, um die umfangreichen Sanierungsarbeiten zu stemmen.
Der Mühlenverein restaurierte bereits in der Nachbargemeinde Krokau eine Windmühle. Diese ist inzwischen wieder voll funktionsfähig und komplett begehbar.

### HotelStadt Kiel

Hotel Stadt Kiel
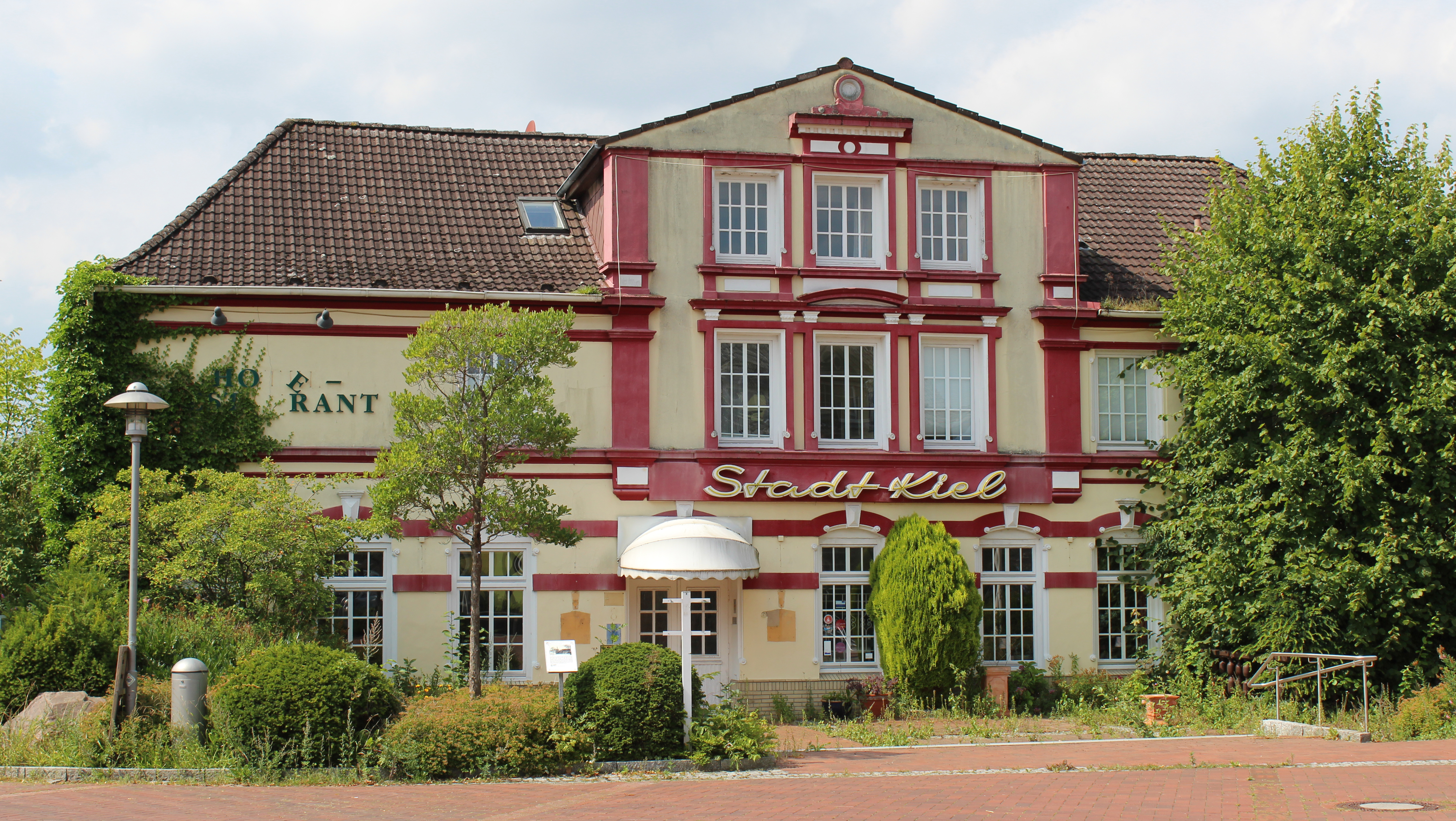
Schönberg erbaut 1860 erweitert 1897 restauriert 2025

- Schönberg
erbaut 1860
erweitert 1897  restauriert 2025

Im alten Ortszentrum von Schönberg, direkt Am Markt – und nur wenige Schritte von der Schönberger Kirche – steht das Baudenkmal des Gasthofs und Hotels Stadt Kiel. Erbaut um 1860 als Fachwerkhaus und 1897 erweitert um einen sehr großen Saal für über 400 Personen, erlebte dieses unter Denkmalschutz stehende Gebäude seinen Aufschwung mit der Entwicklung Schönbergs zum Ostseebad. Hotelgäste konnten hier zur Jahrhundertwende um 1900 außerdem ihre Kutschen abstellen. Nach dem Zweiten Weltkrieg, mit dem immer stärkeren Automobilverkehr, nach dem neuen Deichbau in den 1970er-Jahren und mit den dann neuen Pensionen und Hotels direkt hinter dem nun neuen Deich, setze schrittweise der vorübergehende Niedergang des Hotels Stadt Kiel ein. 
Das für das Ortsbild von Schönberg so charakteristische und wichtige Gebäude stand viele Jahre leer. Von 2023 bis 2025 wurde das Restaurant und das Hotel restauriert.

## Sport
Zurzeit (Stand 2022) wird eine neue Turnhalle, die sich architektonisch in die Landschaft einfügen soll, als moderne Dreifelder-Halle mit zwei Tribünen für zusammen 500 Zuschauer errichtet. Die Grundsteinlegung erfolgte am 25. Oktober 2022. Diese neue Turnhalle liegt nahe an der Gemeinschaftsschule Probstei und soll von deren Schülern und den örtlichen Sportvereinen genutzt werden.
Es gibt folgende örtlich ansässige und im Vereinsregister registrierte Sportvereine gemäß Kreissportverband Plön e. V.:
- DLRG Ortsgruppe Schönberg e. V.[41]
- Probsteier Reiterverein e. V.[42]
- Reit- und Fahrgemeinschaft Neuschönberg e. V.[43]
- Schachclub Schönberg e. V.; SCS[44]
- TanzSportClub Ostseebad Schönberg von 1984 e. V.; TSC[45]
- Tennisclub Probstei e. V.; TCP[46]
- TSV Schönberg e. V., gegründet 1863, mit rund 1.200 Mitgliedern und zurzeit 18 verschiedenen Sportabteilungen[47]

## Wirtschaft und Infrastruktur

### Wirtschaftsstruktur
Trotz seiner verhältnismäßig geringen Einwohnerzahl besitzt Schönberg als Unterzentrum sowie als Tourismusgemeinde eine hohe Dichte an zentralen Einrichtungen. So gibt es zum Beispiel allein im Hauptort mehr als fünf große Supermärkte, viele Kindergärten, ein Schulzentrum von der Grundschule bis zur gymnasialen Oberstufe, drei Sportplätze, zahlreiche Arzt- und Zahnarztpraxen, mehr als drei Kaufhäuser für Modebekleidung, ein Kino, Seniorenheime, einen Drogerie- sowie einen Baumarkt, zwei Apotheken, diverse mittelständische Softwareunternehmen, Dienstleistungs- und Industriebetriebe und unter anderem verschiedene Cafés, sonstige Ladengeschäfte und eine Vielzahl von unterschiedlichen Handwerksbetrieben.

### Tourismus

Strand von Kalifornien
im Sommer

Schönberger Strand
im Sommer

Die Gemeinde Schönberg verzeichnet pro Jahr (2020) rund 423.000 Übernachtungen, etwa 71.000 Urlaubsgäste sowie etwa 2100 gemeldete Zweitwohnungen. Die touristische Infrastruktur konzentriert sich größtenteils an den Orten Neuschönberg, Schönberger Strand, Kalifornien, Brasilien und, mit dem gleichnamigen Ferienzentrum, in Holm.

### Klinik und Krankenhäuser
Mit rund 250 Mitarbeitenden ist die Ostseeklinik Schönberg-Holm im Ortsteil Holm der größte private Arbeitgeber in Schönberg sowie in der Probstei. Es handelt sich um eine Fachklinik für Rehabilitation einschließlich folgender Anschlussrehabilitation.
Die nächstgelegenen Krankenhäuser finden sich in Preetz und in Kiel.
Die ambulante Versorgung übernehmen Arztpraxen in Schönberg.

### Handel und Gewerbe
In Schönberg ist eine Vielzahl von mittelständischen Unternehmen beheimatet. Die Firma Elektro Steffen GmbH & Co. KG gehört dabei mit rund 50 Mitarbeitenden zu den größeren Betrieben. Mit circa 100 Mitarbeitenden gilt dies gleichfalls für die Firma W. Doormann & Kopplin GmbH & Co. KG, die ihren Firmensitz östlich der Bahngleise und des Bahnhofs im Gewerbegebiet von Schönberg hat. Dieses Unternehmen ist im Vertrieb und Service für Land-, Forst- und Gartenmaschinen tätig. Beide aufgeführten Unternehmen wurden vor rund 100 Jahren in Schönberg gegründet und sind weiterhin in Familienbesitz.

### Öffentliche Einrichtungen und Institutionen

#### Bildungseinrichtungen
Im Schulzentrum Schönberg befindet sich die Gemeinschaftsschule Probstei sowie die Grundschule an den Salzwiesen mit zusammen knapp 1.500 Schülern. Seit dem Schuljahr 2015/16 besteht an der Gemeinschaftsschule eine gymnasiale Oberstufe. Seit 2017 gibt es an der Gemeinschaftsschule zudem eine Sternwarte. Auf dem Schulgelände werden gegenwärtig neue Räumlichkeiten für die Gemeinschaftsschule Probstei gebaut.
Im Schulzentrum befindet sich gleichfalls eine Förderschule.
Es besteht seit Jahren eine intensive Freundschaft zwischen den Schönberger Schulen und der Schule in der Partnergemeinde im mittelschwedischen Älvdalen. Es kommt regelmäßig im Frühjahr und im Herbst zu einem wechselseitigen Schüleraustausch.

#### Kindergärten
Momentan hat Schönberg als Hauptort sieben Kindergärten. Jedoch besteht weiterhin an Kindergartenplätzen ein Mangel, dem mit einem Neubau abgeholfen werden soll.

#### Bücherei
Im historischen Gebäude der alten, ehemaligen königlichen Apotheke in der Knüllgasse 8 ist zurzeit die öffentliche Bücherei der Gemeinde untergebracht. Die Bücher können ebenfalls von Feriengästen ausgeliehen werden. Außerdem befindet sich hier auch eine Spieliothek, wo Jugendliche und Erwachsene sich Spiele ausleihen können.
Im Gebäude befindet sich auch ein Standort der Volkshochschule.

#### Freiwillige Feuerwehr Schönberg
Die Freiwillige Feuerwehr Schönberg wurde 1879 gegründet. Seit 1975 hat sie ihren jetzigen Standort im Spritzenhaus, auf Plattdeutsch im Spruettenhuus, an der Ostseestraße. Dieser Standort wurde nach und nach weiter ausgebaut. Gleichfalls fährt die freiwillige Feuerwehr ehrenamtlich Hilfs- und Rettungseinsätze in den Gemeinden des Umlandes. Hierfür ist sie mit einem umfangreichen Fahrzeugpark einschließlich einer Drehleiter ausgestattet.
Ende 2022 waren in der freiwilligen Feuerwehr circa 70 Mitglieder aktiv, darunter ein Anteil von rund 20 Prozent Frauen. Hinzu kommen etwa 20 Jugendliche der Jugendwehr sowie ältere Ehrenmitglieder. Weit höher ist mit ungefähr 990 die Zahl der passiv fördernden Mitglieder.

#### Ver- und Entsorgungseinrichtungen
Die Gemeinde Schönberg betreibt als Eigenbetrieb eine Kläranlage und einen Ortsentwässerungsbetrieb nördlich der Bundesstraße B 502. Außerdem gibt es dort einen Kompostplatz sowie eine kleine Biogasanlage.
Schönberg ist Mitgliedsgemeinde des Wasserbeschaffungsverbandes Panker-Giekau und erhält als solches sein Trinkwasser aus dem Wasserwerk in Krummbek. Dieses versorgt die Region einschließlich Laboe, Selent bis vor Lütjenburg (ca. 30.000 Abnehmer mit rund zwei Mio. m³ Wasser pro Jahr). Aufgrund der schon hervorragenden Qualität des geförderten Grundwassers wird ohne aufwendige Aufbereitungsschritte ein Trinkwasser abgegeben, das, gemessen an den enthaltenen Mineralstoffen, einem Mineralwasser entspricht. 

### Glasfaseranschluss und kostenloses WLAN
In der Gemeinde Schönberg wurde bis 2023 ein Glasfasernetz für eine schnelle Internetnutzung verlegt. Dieses Netz umfasst neben dem Hauptort selbst auch den Ortsteil Neuschönberg, das Heilbad Holm sowie die Seebäder Schönberger Strand, Brasilien und Kalifornien.
Darüber hinaus findet sich entlang der kurabgabepflichtigen Strandabschnitte Schönberg Strand und Kalifornien ein kostenloser WLAN-Hotspot.

### Verkehr

#### Fahrradverkehr
In und um das Ostseebad Schönberg und den Strandabschnitten gibt es eine Vielzahl von gut ausgebauten, beschilderten Radwegen für Tagestouren und für Rundkurse, und die Gemeinde baut das örtliche Radwegenetz weiter aus. Außerdem kreuzen überregionale Fahrradrouten das Gemeindegebiet, wie. z. B. die Fahrradroute Ostseeküste (D2) bzw. Ostseeküsten-Radweg (EV10).
Viele Fahrradvermietungen bedienen die Nachfrage nach Fahrrädern durch Touristen.

#### Straßenverkehr
Die Gemeinde liegt am Ende der Bundesstraße 502, die aus der Landeshauptstadt Kiel (Stadtteil Ellerbek) hierher führt und im Gemeindegebiet in die L 165 übergeht, die über Stakendorf nach Lütjenburg führt. Die L 50 führt parallel zur Bahnlinie von Schönberg über Probsteierhagen nach Kiel, während man über die L 211 über Preetz und dann über die Bundesstraße 76 in die Holsteinische Schweiz zur Kreisstadt Plön mit seinen vielen umliegenden Seen fährt.

Bahnstrecke: Kiel – Schönberger Strand
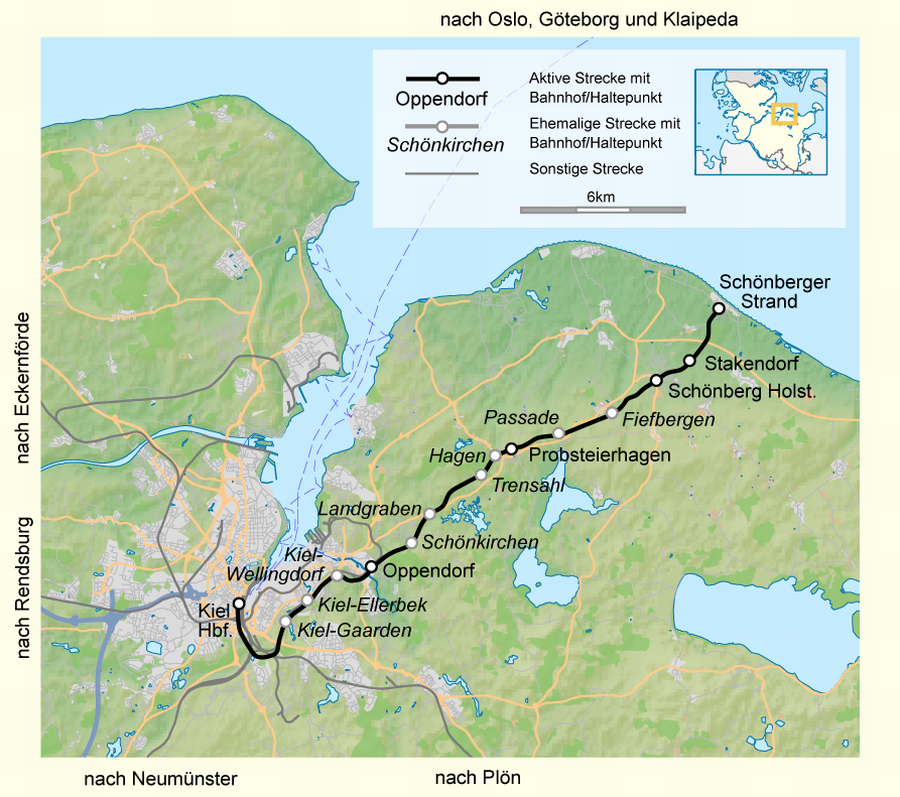
Geplanter reaktivierter Streckenverlauf
Nicht reaktivierter Bahnhof Schönberg (Holst)

#### Bahnverkehr
Im Jahre 1887 wurde der Eisenbahnbetrieb auf der Bahnstrecke Kiel Süd–Schönberger Strand zunächst bis zum Bahnhof Schönberg (Holst) durch die Kiel-Schönberger Eisenbahn (KSE) in Betrieb genommen. 1914 wurde die Strecke aufgrund der hohen Nachfrage und für eine bessere Anbindung an den Bäderbetrieb des Ostseebades Schönberg bis zum Bahnhof Schönberger Strand verlängert. Dieser Bahnhof liegt nur rund 350 Meter vom Ostseestrand und von den Strandkörben entfernt.
Seit Einstellung des regulären Personenverkehrs 1975 wird die Strecke nur noch für den Güterverkehr sowie zwischen Schönberg und Schönberger Strand in den Sommermonaten für Fahrten von Museumszügen des VVM benutzt.
An einer umweltfreundlichen Reaktivierung des Schienenpersonennahverkehrs im Stundentakt wird zurzeit gearbeitet. Nach momentan Planungsstand könnte die Fertigstellung im Dezember 2025 erfolgen. Wenig später erklärte der Ministerpräsident  von Schleswig-Holstein, Daniel Günther, dass die Streckeneröffnung für "Hein Schönberg" in einem Drei-Stufen-Plan erfolgen soll: Ende 2025 soll der Verkehr bis Schönkirchen freigegeben werden, dann bis Probsteierhagen und bis Ende 2027 bis Schönberger Strand.
In einer weiteren Ausbaustufe kann ab 2030 diese Strecke als S1 gemäß dem Konzept der S-Bahn Kiel in einen 30-Minuten-Takt verdichtet werden.

#### Busverkehr
Der reguläre Bahnverkehr wurde nach dessen Einstellung durch Busse der Verkehrsbetriebe Kreis Plön (VKP) ersetzt. In Richtung Kiel führen die Linien 200/201 und 210. Weitere Busanbindungen bestehen nach Laboe, Lütjenburg, Preetz und Plön.

#### Schiffsverkehr
Früher gab es in den Sommermonaten von der Seebrücke am Schönberger Strand eine öffentliche Fährverbindung nach Kiel. Diese ist aus Kostengründen eingestellt. Hingegen finden an bestimmten Tagen in den Ferienmonaten unter anderem Ausflugsfahrten von der Seebrücke statt, die um den Leuchtturm Kiel führen. Der Leuchtturm steht im Wasser mitten in der Kieler Außenförde und dient als Ansteuerungspunkt für die Seeschifffahrt. Er ist von der Seebrücke am Horizont zu sehen.

### Landwirtschaft
Die fruchtbaren Böden der Gemeinde werden intensiv für die Landwirtschaft genutzt. Auch wenn die Bauernhöfe selber durch Aussiedlungen weitestgehend an die jeweiligen Ortsränder verdrängt wurden, wird die Landschaft der Gemeinde Schönberg in vielerlei Hinsicht durch die Landwirtschaft geprägt. Dabei werden zahlreiche Felder durch die charakteristischen Wallhecken, den Knicks, voneinander getrennt.
Der zurückliegende Strukturwandel in der Landwirtschaft hat dazu geführt, dass große Getreidesilos und der Landmaschinen- sowie der Landhandel kaum noch im Gemeindegebiet zu finden sind. Die jährlichen Probsteier Korntage erinnern an die landwirtschaftliche Tradition der Gemeinde.

### Zeitungen
Der Probsteier Herold, der direkt vor Ort in Schönberg gedruckt wurde, war bis Ende 2024 die lokale regionale Zeitung. Der Herold erschien zweimal wöchentlich. Daneben sind die Kieler Nachrichten aus dem Madsack Konzern als überregionale Zeitung verbreitet sowie als wöchentliche Anzeigenblätter Der Reporter, der Probsteer und der Förde Kurier.

## Persönlichkeiten
- Jacob August Schetelig (1764–1833), Lübecker Arzt und Kommunalpolitiker, der zu den Gründern der See-Badeanstalt Travemünde zählte, wurde in Schönberg als Sohn des damaligen Pastors geboren.
- Johannes Seyffert (1869–1930), Architekt und Hochschullehrer
- Konrad Hansen (1933–2012), Schriftsteller, verbrachte seine Jugend in Schönberg, wo er 1953 eine Gruppe der Christlichen Pfadfinderschaft Deutschlands gründete.
- Mojib Latif (* 1954), Klimaforscher, lebt in Schönberg.[67]
- Helmut Lamp (* 1946), Politiker und ehemaliger Bundestagsabgeordneter, wurde in Schönberg geboren.
- Anette Langner (* 1961), Politikerin und ehemalige Landtagsabgeordnete, gehörte zwischen 2003 und 2010 der Gemeindevertretung von Schönberg an
- Marisa Hart (* 1986), Spiegel-Bestseller-Autorin und Bloggerin, lebt seit 2014 mit ihrer Familie in Schönberg.
- Nico Prien (* 1994), Windsurfer, wurde in Schönberg geboren.

## Bilder

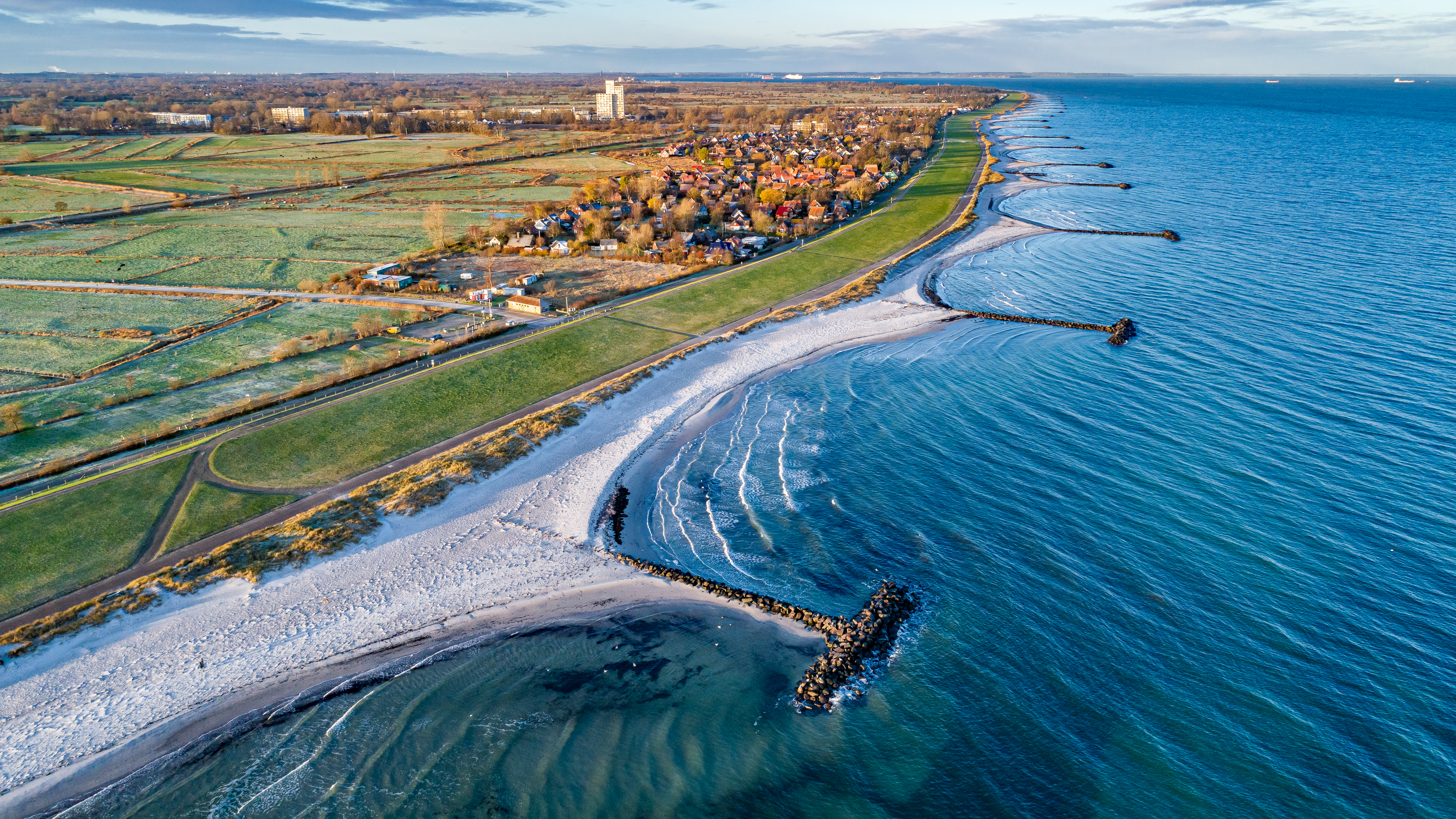
Strandabschnitte im frostigen Spätherbst mit Blickrichtung Laboe und Kiel:
Schönberger Strand, Brasilien und Kalifornien

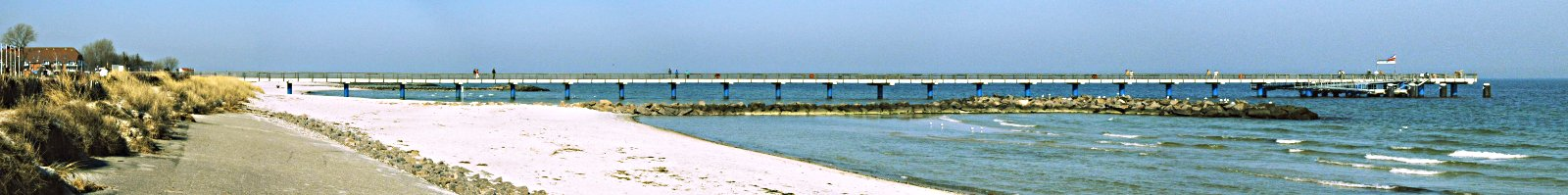
Seebrücke mit Schiffsanlegern am Schönberger Strand

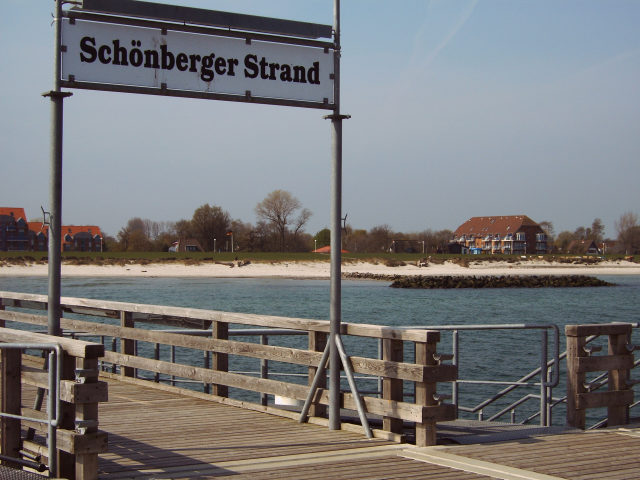
Schönberger Strand (Seebrücke)
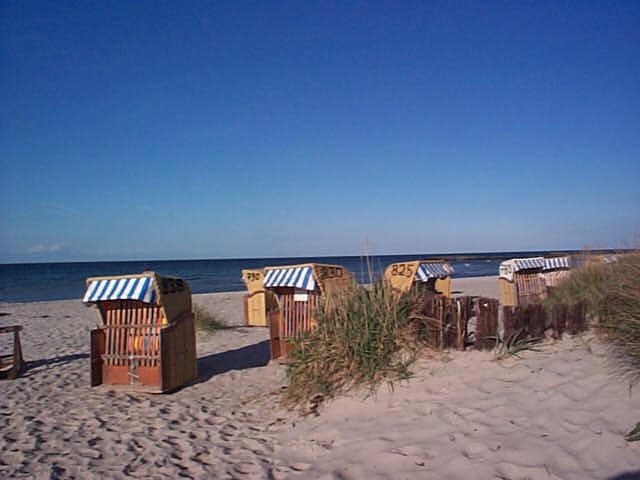
Strandkörbe in Kalifornien
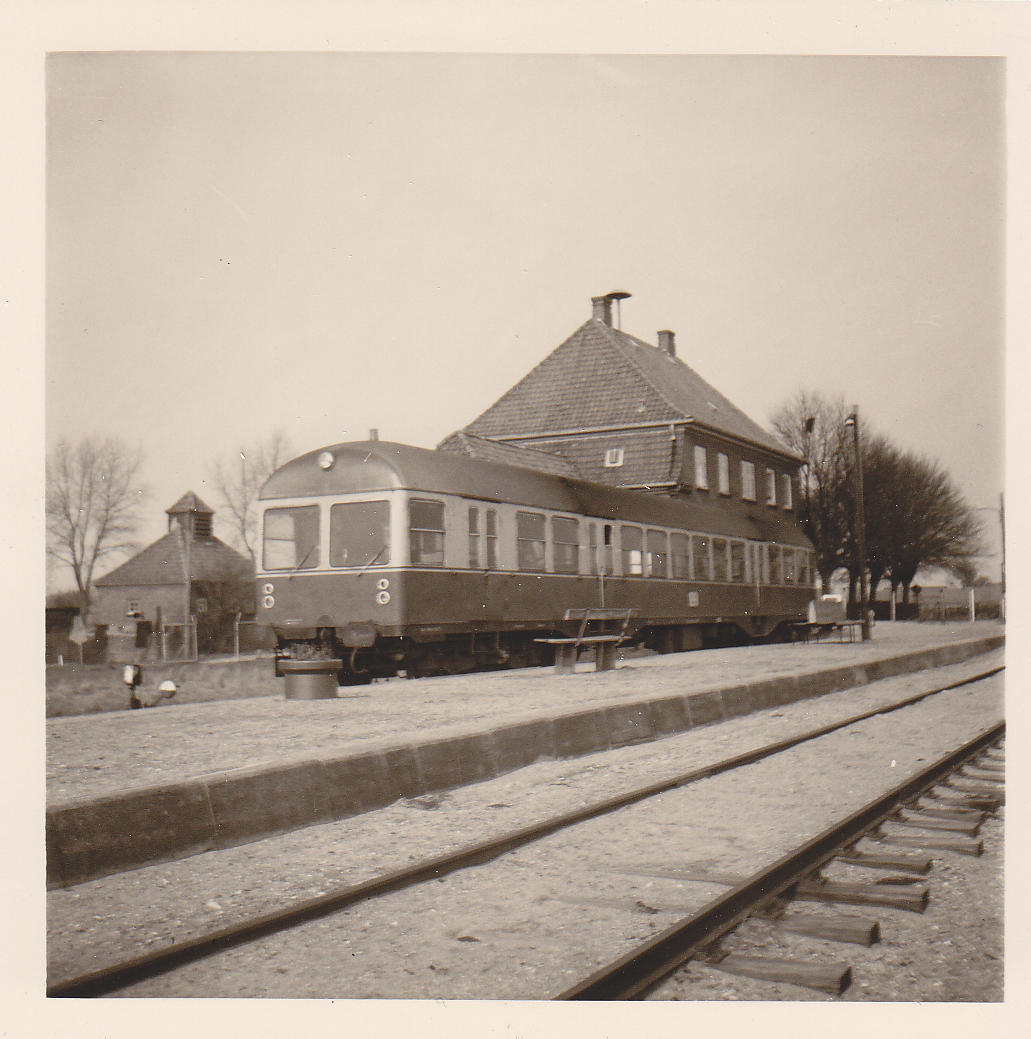
Museumsbahn am Bahnhof Schönberger Strand
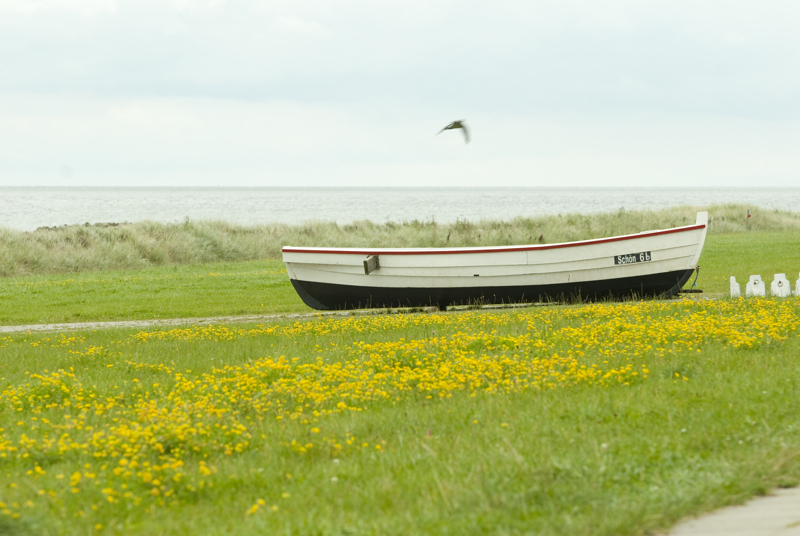
Am Strand von Kalifornien
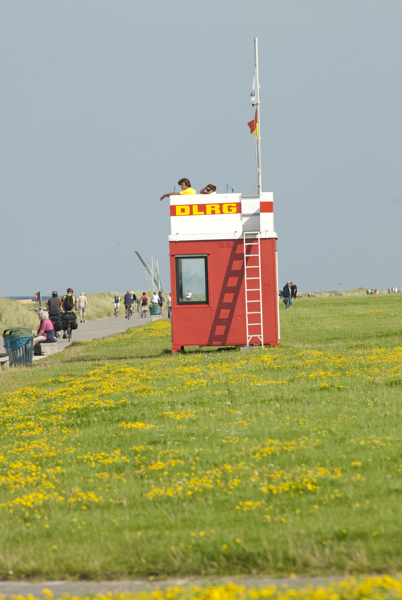
DLRG Wachturm am Strand von Kalifornien
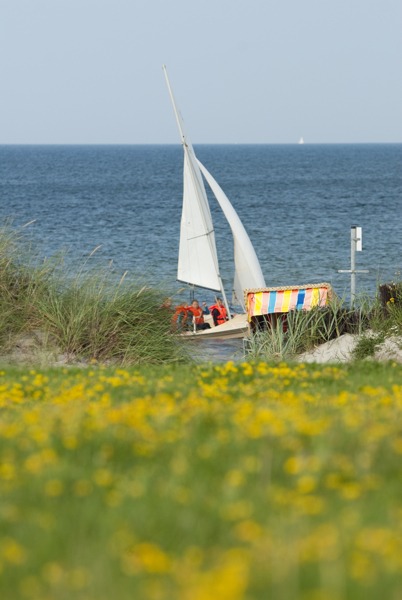
Am Strand von Brasilien
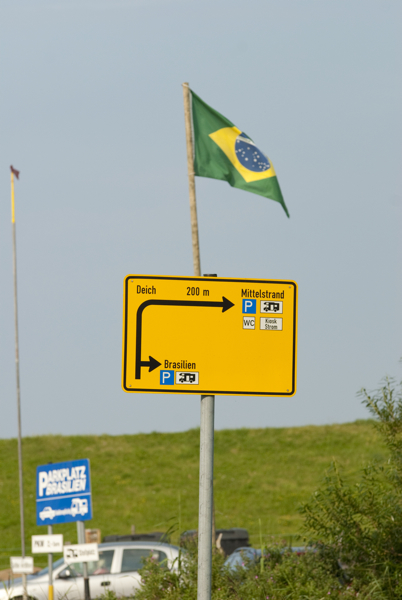
Hinweisschild am Strand von Brasilien
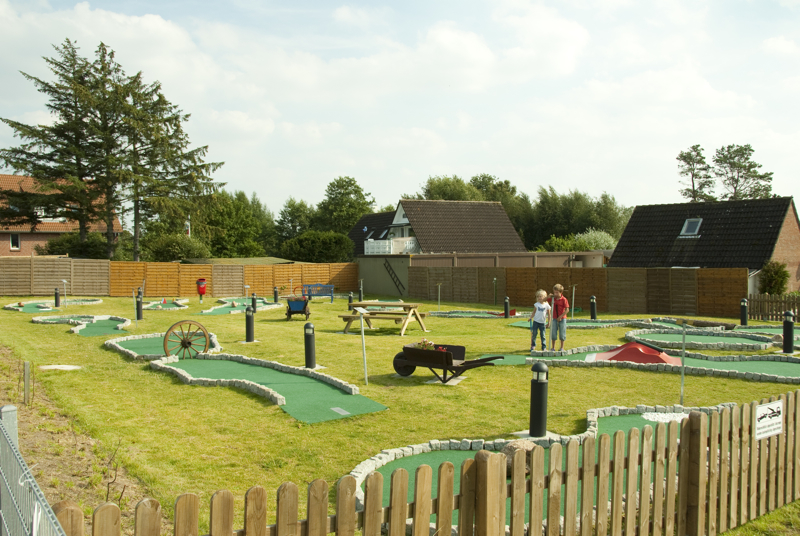
Minigolfanlage am Strand von Kalifornien
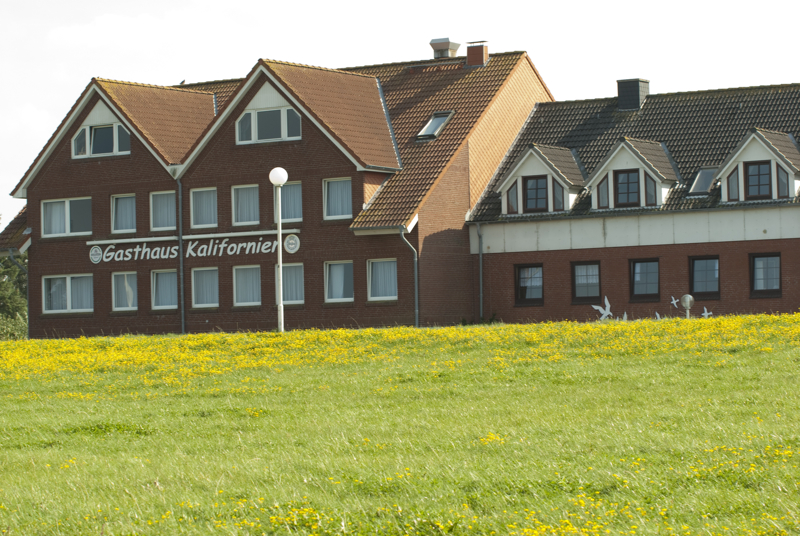
Gasthaus Kalifornien an der Deichanlage